# Plenckia
Plenckia Reissek – rodzaj roślin należący do rodziny dławiszowatych (Celastraceae R. Br.). Obejmuje 3 gatunki występujące naturalnie w Ameryce Południowej.

## Morfologia
PokrójDrzewa lub krzewy o nagich pędach.
LiścieNaprzemianległe, całobrzegie.
KwiatyZebrane w kwiatostany. Kwiaty są zazwyczaj obupłciowe.
OwoceSkrzydlaki z jednym skrzydełkiem na wierzchołku. Zawierają 1–2 nasiona.

## Systematyka
Pozycja i podział według APWeb (2001...)
Rodzaj należący do rodziny dławiszowatych (Celastraceae R. Br.), rzędu dławiszowców (Celestrales Baskerville), należącego do kladu różowych w obrębie okrytonasiennych.
Wykaz gatunków
| - Plenckia bahiensis Loes. - Plenckia microcarpa Lundell - Plenckia populnea Reissek |